# 萧军故居
萧军故居，即中国现当代著名作家，“东北作家群”领军人物萧军的故居，位于北京西城区鸦儿胡同6号，是北京最古老的胡同建筑之一。萧军于1951年初从在沈阳的东北局文化部迁来北京，定居于此。

## 历史
作家萧军位于鸦儿胡同6号院内，是一座二层小楼。萧军称该楼为“海北楼”。从1951年至1988年，萧军一家一直住在该楼的楼上部分。1966年文革爆发后，萧军被揪斗和关押，一直到1972年初才回到“海北楼”，全家人挤在一间屋里住。萧军便把一个壁橱打扫出来，充当书房，并称该书房为“蜗蜗居”。他还让儿子用一块木板刻下“蜗蜗居”三个字，钉在这“书房”的“门”的上方。1987年底，北京市人民政府给萧军分配了木樨地茂林居小区的新住宅，但萧军不愿离开“海北楼”。1988年6月，萧军在“蜗蜗居”旁逝世。

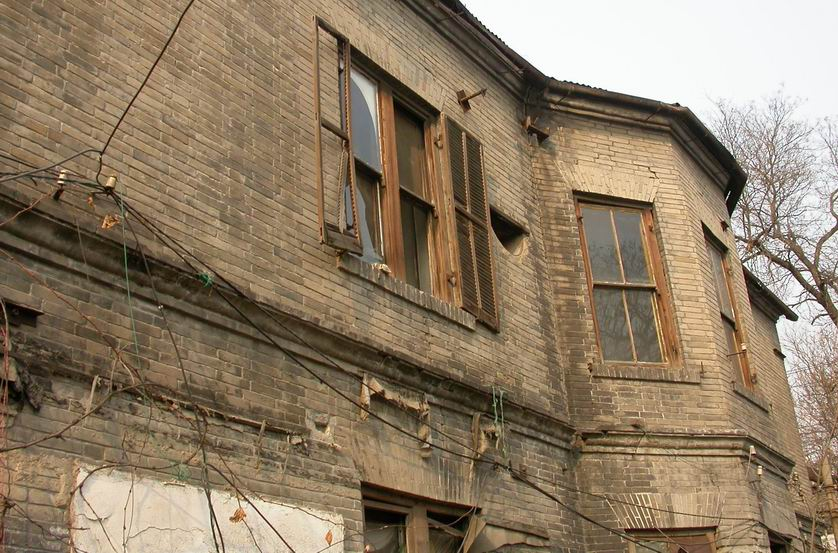
萧军的故居“海北楼”
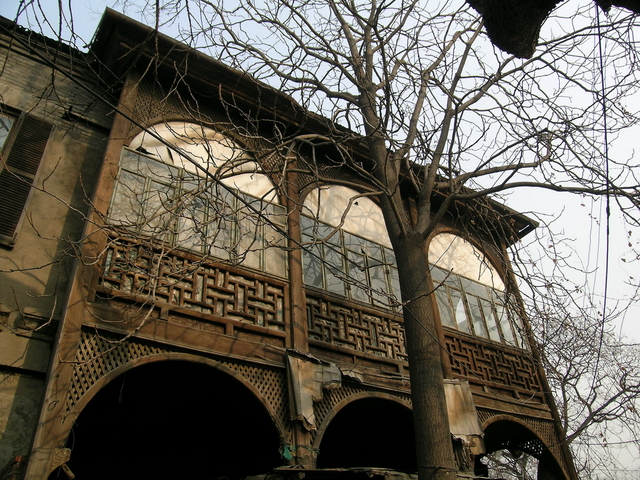
萧军的故居“海北楼”